# Union du Lézard

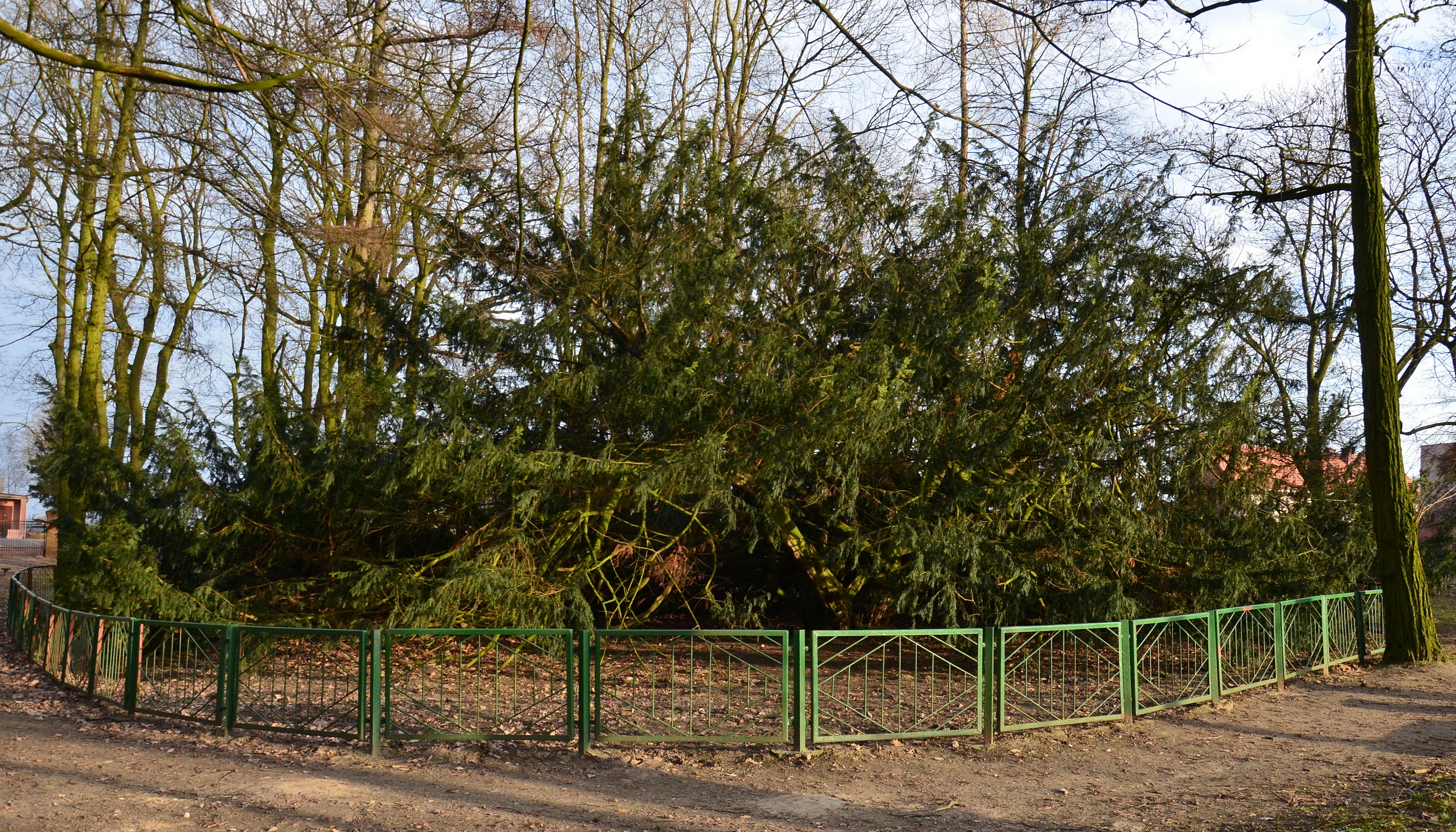
Rynsk, un if commun d'environ 500 ans, d'une circonférence de 106 cm et d'une hauteur de 7,5 m. Selon la légende, l'if a été planté en 1397 par le propriétaire du village de l'époque - Mikołaj de Rynsk, en mémoire de la fondation de la Société des Lézards.

L'Union du Lézard (en allemand : Eidechsenbund, en polonais : Związek Jaszczurczy) est une organisation de la noblesse prussienne et de chevaliers établis dans le Culmerland (en) en 1397, dont l'objectif déclaré est de lutter contre l'anarchie, mais non avoué d'obtenir le transfert de l'autorité sur la région de l'État monastique des chevaliers teutoniques à la Couronne polonaise.
L'Union est fondée en 1397 par Nicolas von Renys, Jean de Pulkow, Frédéric de Kitnow et Nicolas de Kitnow. Nommé ainsi d'après son emblème, le lézard, elle étend son influence à d'autres provinces. Au cours de la bataille de Grunwald en 1410, Nicolas von Renys porte la bannière des troupes de Culmerland pour l'Ordre teutonique. Celle-ci baissée prématurément et/ou par inadvertance, aurait donné le signal de la retraite, contribuant à la défaite des chevaliers. Après la défaite de Grunwald, il ne fait aucun doute que l'Ordre Teutonique ait cherché à utiliser l'Union de Lizard comme bouc émissaire.